# Expedition Robinson (Suiza)
Expedition Robinson (en castellano, Expedición Robinson) fue la versión sueca del reality show Expedición Robinson y debutó en 1999. Al ver el éxito de los daneses, noruego y sueco versiones del programa en TV3 Suiza decidió producir su propia versión de la serie. Desafortunadamente, debido a los grados bajos de la serie fue cancelada después de sólo dos temporadas. En el momento de la demostración fue cancelada la tercera temporada. A pesar de ello la tercera temporada nunca se emitió. 
El nombre alude tanto a Robinson Crusoe y The Swiss Family Robinson , dos historias protagonizadas por personas aisladas y naufragios. 

## Formato
El formato fue desarrollado por Robinson Planet 24 , un Reino Unido TV productora propiedad de Charlie Parsons y Bob Geldof . Su compañía Producciones de Televisión Castaway retenido los derechos para el concepto cuando vendieron Planet 24 en 1999. Mark Burnett más tarde con licencia el formato para crear la EE. UU. muestran Survivor en 2000.
Dieciséis participantes se ponen en una situación de supervivencia y competir en una variedad de retos físicos. Al principio de cada temporada dos equipos compiten, pero más tarde los equipos se fusionaron y las competiciones se vuelven individuales. Al final de cada espectáculo un concursante es eliminado del programa por los demás en un secreto "isla consejo" boleta.

## Temporadas
| Año  | Anfitrión      | Canal               | Participantes | Ganador(a)         |
| ---- | -------------- | ------------------- | ------------- | ------------------ |
| 1999 | Silvan Grütter | TV3                 | 16            | Andreas Widmer     |
| 2000 | Silvan Grütter | TV3                 | 18            | Stefanie Ledermann |
| 2001 | Silvan Grütter | Nunca salió al aire | Desconocido   | Desconocido        |